# Araneus dreisbachi
Araneus dreisbachi Levi, 1991 è un ragno appartenente alla famiglia Araneidae.

## Distribuzione
L'olotipo femminile e due paratipi maschili sono stati rinvenuti in una località del Messico centromeridionale: sulle alte pendici del vulcano Popocatépetl, a 3800 metri di quota, nella regione di Puebla.

## Tassonomia
Non sono stati esaminati esemplari di questa specie dal 1991
Attualmente, a dicembre 2013, non sono note sottospecie